# Actinodura waldeni
Síbia-do-iunão ou asa-malhada-de-garganta-estriada (Actinodura waldeni) é uma espécie de ave da família Timaliidae. Pode ser encontrada nos seguintes países: China, Índia e Myanmar. Os seus habitats naturais são: regiões subtropicais ou tropicais húmidas de alta altitude.